# Чёртовы Ворота
Чёртовы Ворота — природный и археологический памятник.
Пещера расположена в Дальнегорском городском округе Приморского края в 12 км от Дальнегорска в верховьях реки Кривой на высоте 30 м над дном долины. Длина пещеры составляет 132 м, объём — 2500 м³. Пещера заполнена пылевидным рыхлым суглинком с щебёнкой.
В пещере обнаружена неолитическая стоянка, которая датируется возрастом 7742—7638 лет назад. Поселение обнаружено В. П. Хохловым, обследовалось В. А. Татарниковым в 1972 году и Ж. В. Андреевой в 1973 году. Наиболее полно представлен комплекс руднинской археологической культуры.
Древние полногеномные данные двух индивидов из пещеры Чёртовы Ворота, живших ок. 7,7 тыс. лет назад, показали генетическое сходство с геномами ульчей. У двух образцов DevilsGate1 и DevilsGate2 (5726—5622 лет до н. э.) определены митохондриальные гаплогруппы D4 и M. У трёх образцов из пещеры Чёртовы Ворота в Приморье выявлены митохондриальные гаплогруппы D4m и одна Y-хромосомная гаплогруппа C2b-M217>L1373 (образец NEO239). Люди из пещеры Чёртовы Ворота генетически похожи на людей неолитической культуры Бойсмана (~5000 лет до н. э.) и на людей янковской культуры железного века (~1000 лет до н. э.), документируя непрерывное присутствие этого профиля предков в бассейне реки Амур, простирающегося по меньшей мере до восьми тысяч лет назад.
Изделия из текстиля, найденные в пещере Чёртовы Ворота, являются древнейшими для региона Северо-Восточной Азии. Обнаруженные в пещере кости волка-собаки свидетельствуют о начальном этапе доместикации этого животного. Технология каменной индустрии руднинской культуры представляет собой развитие традиций, заложенных местной устиновской палеолитической культурой.

## Карты
- Пещера Чёртовы Ворота на Wikimapia